# 卡内 (热尔省)
卡内（法語：Cannet，法語發音：[kanɛ]）是法国热尔省的一个旧市镇，属于米朗德区。2019年，卡内并入市镇里斯克勒。

## 地理
卡内（43°36'45"N, 0°3'15"W）面积4.81 平方千米，位于法国奧克西塔尼大區热尔省，该省份为法国西南部内陆省份，北起顺时针与洛特-加龙省、塔恩-加龙省、上加龙省、上比利牛斯省、大西洋比利牛斯省和朗德省接壤。
与卡内接壤的市镇（或旧市镇、城区）包括：圣拉纳、阿杜尔河畔卡于扎克、莫米松-拉吉扬、里斯克勒。
卡内的时区为UTC+01:00、UTC+02:00（夏令时）。

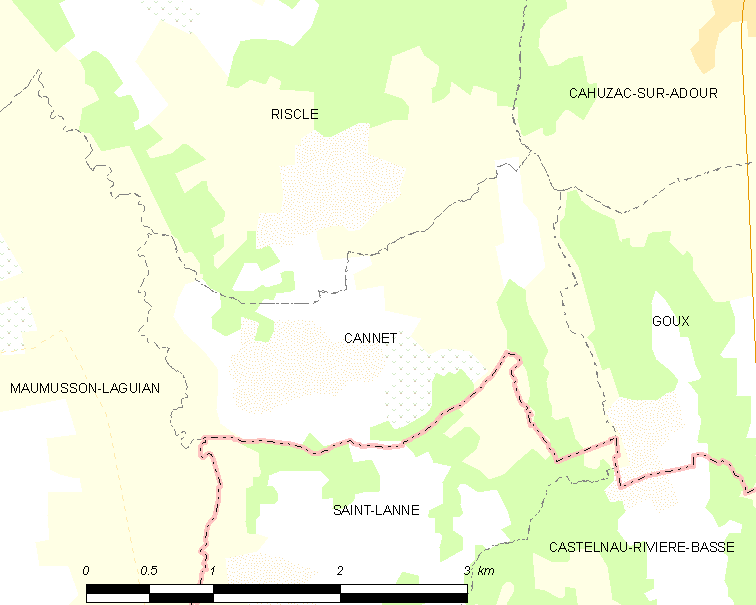
卡内的OSM定位图

## 行政
卡内的邮政编码为32400，INSEE市镇编码为32074。

## 政治
卡内所属的省级选区为热尔阿杜尔县。

## 人口

1962-2008年间卡内人口变化图示

卡内于2018年1月1日时的人口数量为54人。